# Ca (fleuve)
Le Ca est un fleuve de l'Asie du Sud-Est, traversant les deux pays Laos et Vietnam, et ayant son embouchure en mer de Chine méridionale.

## Géographie

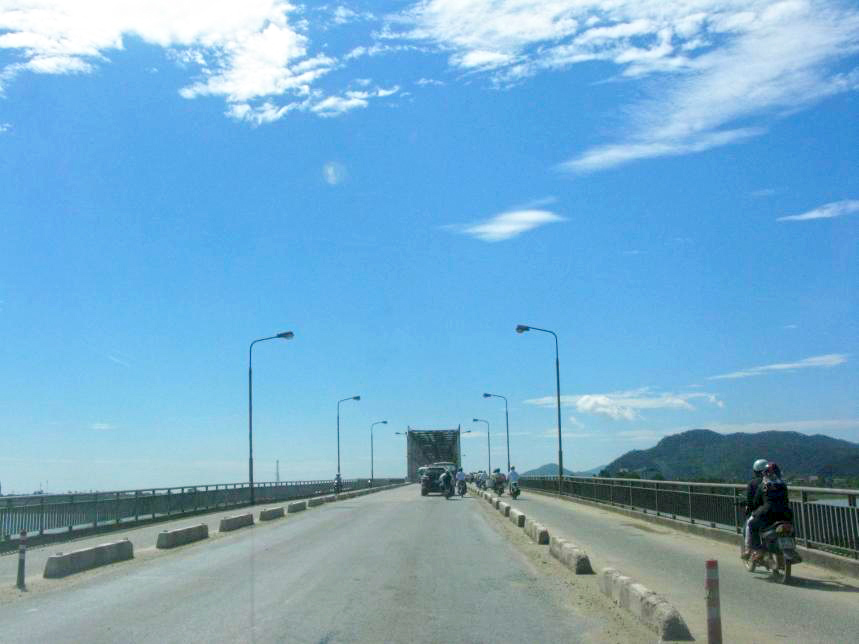
Le Pont Ben Thuy sur le Ca entre Vinh et Ha Tinh au Viêt Nam

De 512 km de long, il prend source près de la montagne de Loi au nord du Laos, dans la Province de Xieng Khouang. 
Puis il traverse dans le nord du Viêt Nam la province de Nghệ An et la province de Hà Tĩnh.
Il se jette dans la Mer de Chine méridionale près de la ville de Vinh, dans le Golfe du Tonkin. Le Pont Ben Thuy relie Vinh et Ben Thuy, port dans l'embouchure du Ca.
Sur 300 km de long, la rivière est classifiée par le "Vietnam Geographical Survey"